# Alfonso Tovar
Alfonso Tovar (Buga, Valle del Cauca; 2 de agosto de 1947-Armenia; 19 de mayo de 2025) fue un futbolista colombiano que se desempeñó como delantero en la élite del fútbol colombiano durante las décadas de 1960 y 1970.

## Carrera deportiva
Tovar destacó por su técnica, visión y capacidad goleadora. Brilló especialmente en el Deportivo Cali, donde fue campeón en tres ocasiones (1967, 1969 y 1970), y en el Deportes Quindío, donde fue ídolo y goleador del torneo Finalización en 1974. También jugó en Millonarios, Once Caldas, Deportivo Pereira, Junior de Barranquilla, Atlético Bucaramanga y Cúcuta Deportivo.